# Gare de Lamotte-Beuvron
Ne doit pas être confondu avec Gare de Lamotte-Brebière.
La gare de Lamotte-Beuvron est une gare ferroviaire française de la ligne des Aubrais - Orléans à Montauban-Ville-Bourbon, située sur le territoire de la commune de Lamotte-Beuvron, dans le département de Loir-et-Cher, en région Centre-Val de Loire.
C'est une gare de la Société nationale des chemins de fer français (SNCF), desservie par des trains régionaux des réseaux TER Nouvelle-Aquitaine et TER Centre-Val de Loire.

## Situation ferroviaire
Établie à 116 m d'altitude, la gare de Lamotte-Beuvron est située au point kilométrique (PK) 159,930 de la ligne des Aubrais - Orléans à Montauban-Ville-Bourbon, entre les gares ouvertes de La Ferté-Saint-Aubin et de Nouan-le-Fuzelier. Autrefois avant La Ferté-Saint-Aubin se trouvait la gare de Vouzon.

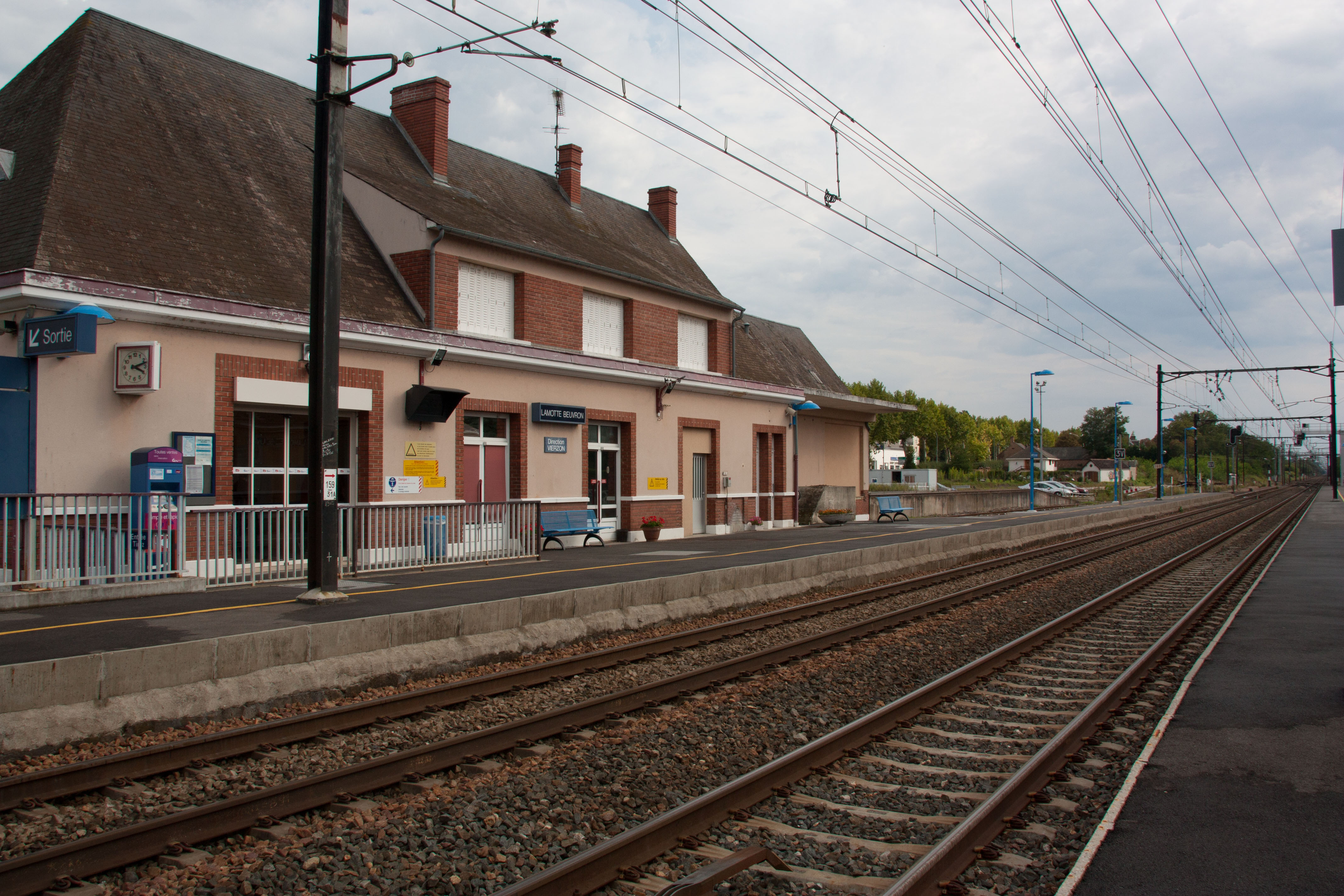
Vue générale de la gare.

## Histoire
La gare est ouverte le 20 juillet 1847.

## Service des voyageurs

### Accueil
Gare SNCF, elle dispose d'un bâtiment voyageurs avec guichet et de distributeurs automatiques de titres de transport régionaux.
Elle est équipée de deux quais latéraux : le quai 1 dispose d'une longueur utile de 375 m et le quai 2 d'une longueur utile de 283 m. Les deux quais possèdent des abris voyageurs. Le changement de quai se fait par un passage souterrain.

### Dessertes
En 2012, la gare est desservie par la relation commerciale Orléans - Vierzon - Châteauroux - Limoges (TER Nouvelle-Aquitaine et TER Centre-Val de Loire) et par la relation commerciale Bourges - Orléans (TER Centre-Val de Loire). La desserte est assurée en grande partie par des automotrices Z 7300 et Z 21500 et parfois par l'automoteur B 81500.

### Intermodalité
La gare est desservie par le réseau d'autocars TER Centre-Val de Loire à destination de Romorantin-Lanthenay et par la ligne 2 du réseau Route 41. Un parking pour les véhicules et les vélos y est aménagé.

## Service des marchandises
Cette gare est ouverte au trafic du fret.

## Galerie de photos

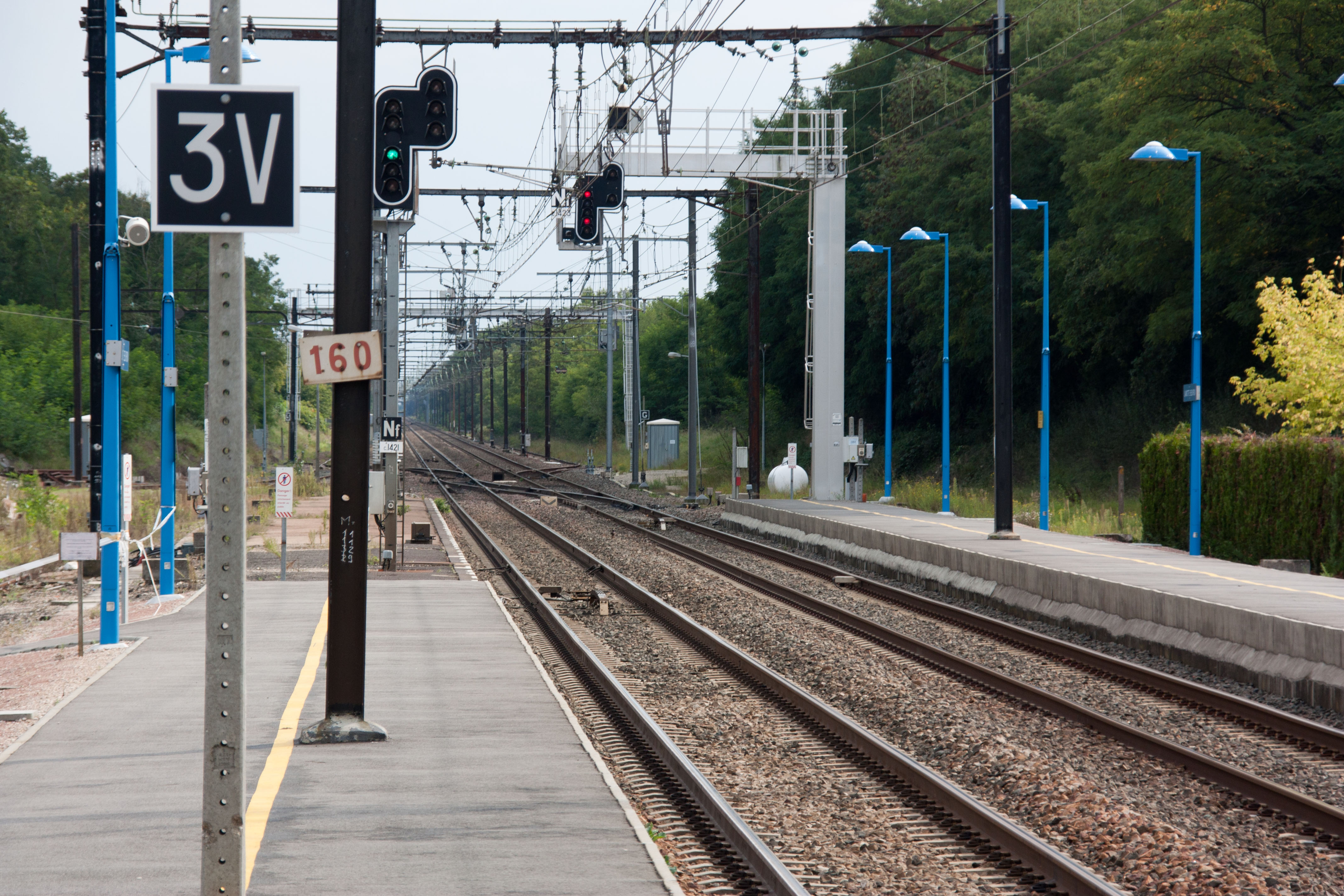
Vue en direction de Vierzon.
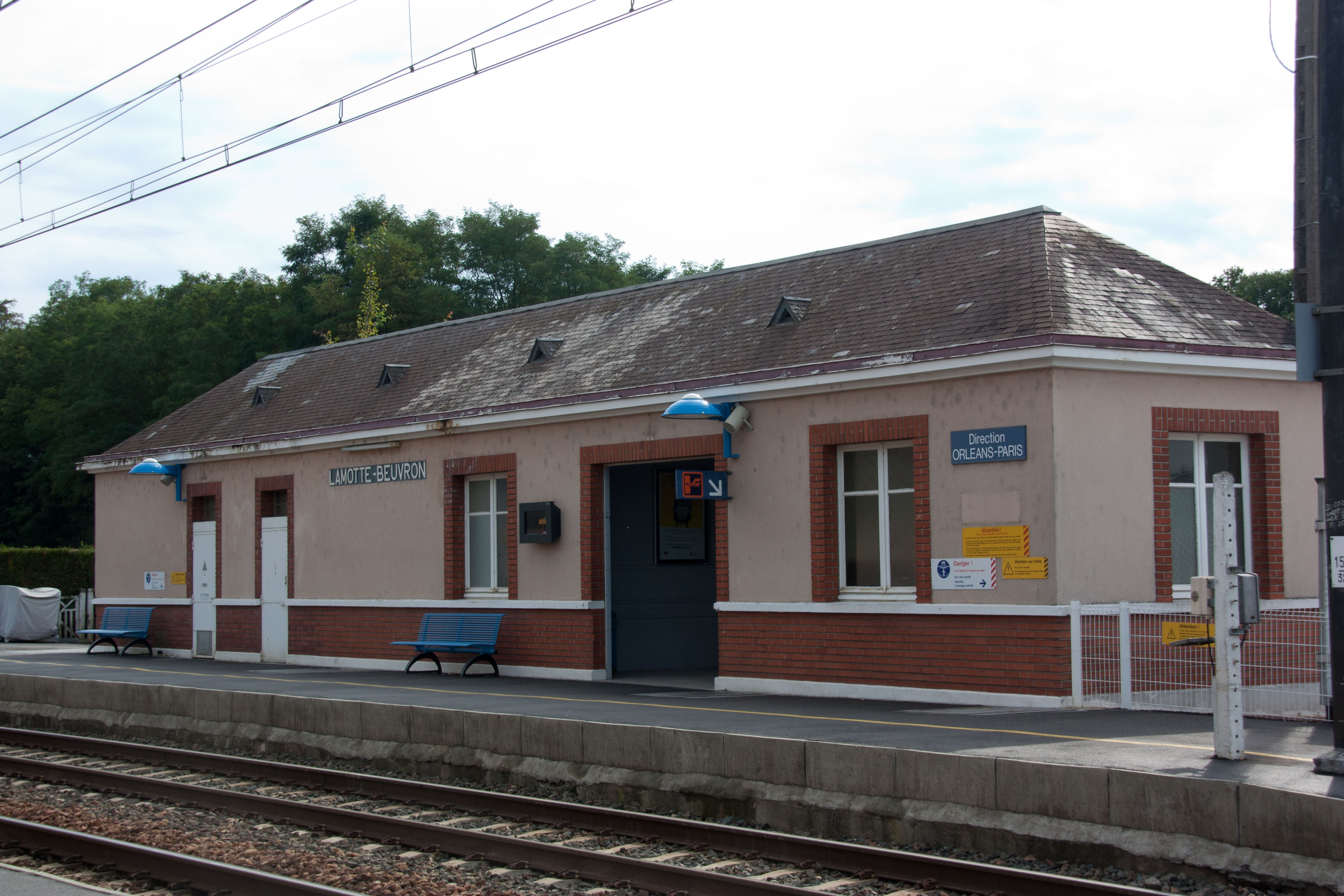
L'abri pour voyageurs.
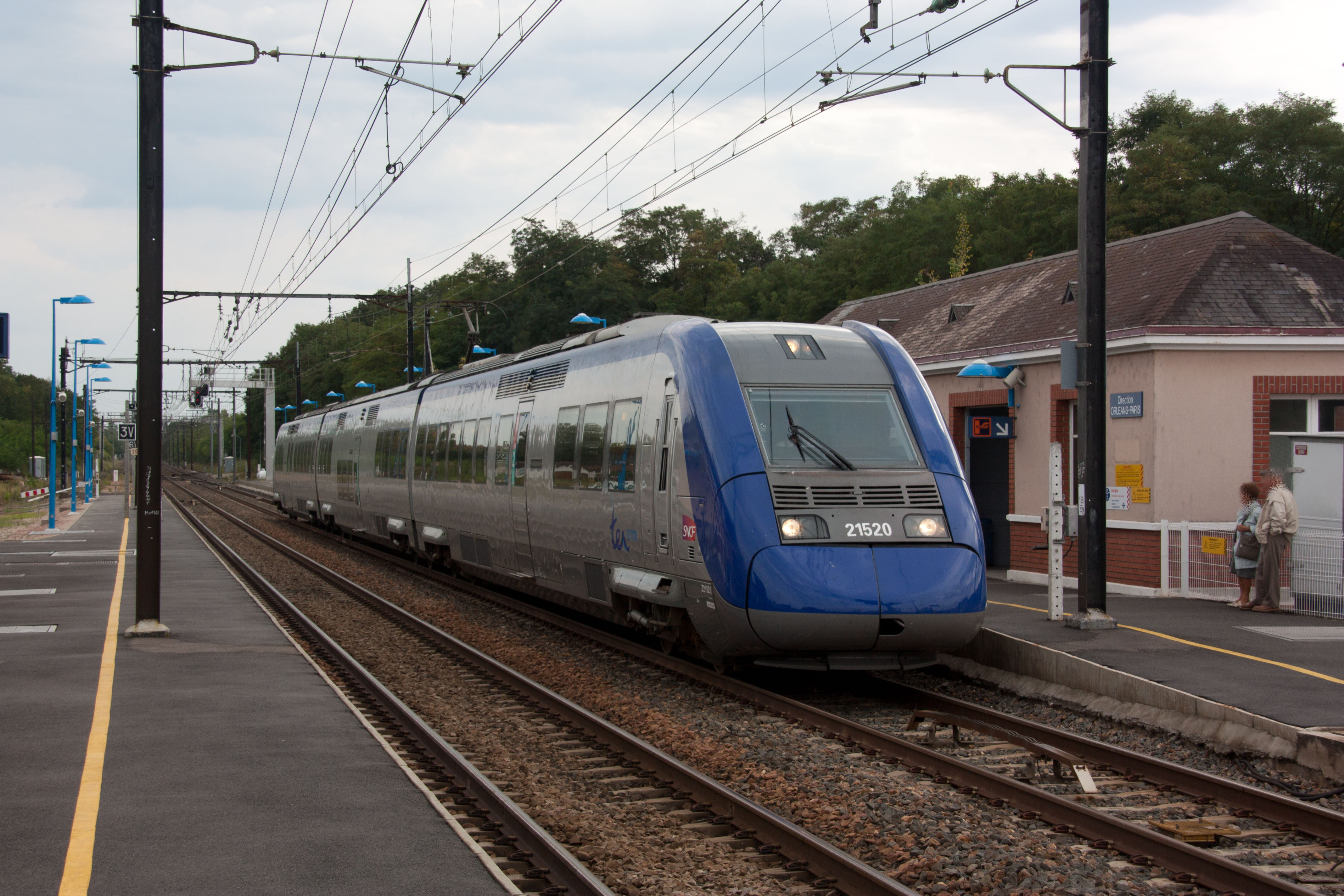
L'automotrice Z 21520 à quai.
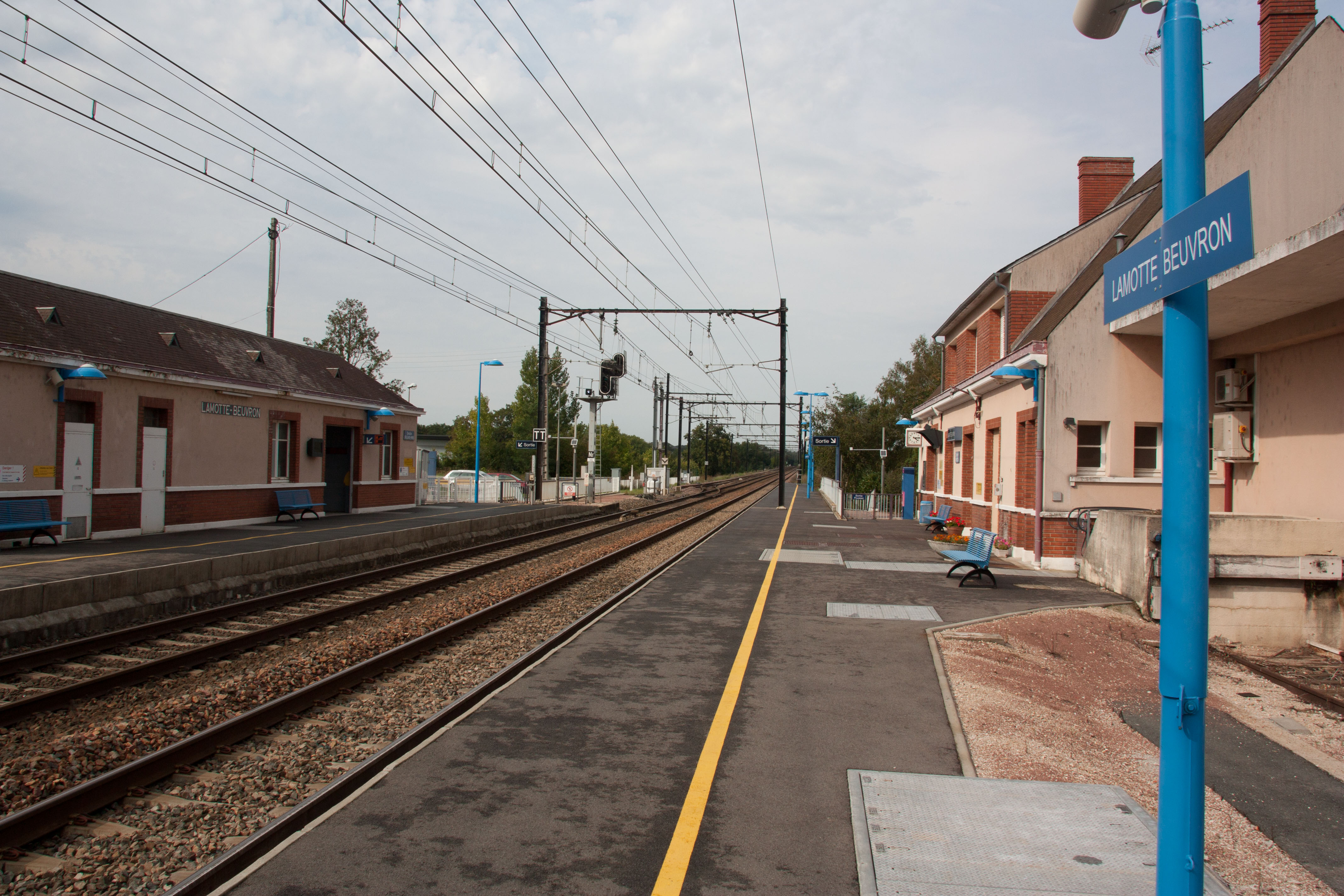
Panneau indiquant le nom de la gare.